# Jean-Baptiste Maunier
Jean-Baptiste Maunier (Brignoles, Francia; 22 de diciembre de 1990) es un cantante y actor francés. Se dio a conocer por su papel de Pierre Morhange en la película Los chicos del coro.

## Primeros años
Jean-Baptiste Maunier es el hijo de Thierry Maunier, un camarógrafo y Muriel Maunier. Tiene un hermano pequeño, Benjamin. Su padre formó parte de un reconocido coro, Les Petits Chanteurs de Saint Marc. Jean-Baptiste asistió a una escuela católica en Lyon, Francia. Estudió en el Lee Strasberg Institute en Nueva York entre 2008 y 2009 para perfeccionar la actuación y el inglés, volvió a Francia para cantar en conciertos de caridad de Les Enfoirés.

## Carrera

### Actuación
Maunier saltó a la fama por su papel protagónico en la película francesa de 2004, Los chicos del coro, encarnando el papel de Pierre Morhange, un delincuente con una voz excepcional en el internado "Fond de L'Étang" (Fondo del estanque). Christophe Barratier, el director de Los chicos del coro, eligió a Maunier porque "tenía la apariencia correcta" y una voz maravillosa.
Tras el estreno de la película, Maunier y el coro hicieron numerosos conciertos alrededor del mundo, incluyendo en Japón y Canadá. En febrero de 2005, dejó el coro para centrarse en sus estudios y en su carrera como actor. En abril y agosto de 2005, formó parte de una serie de cuatro episodios, Le Cri. La serie se estrenó en 2006.
Maunier apareció en Le Grand Meaulnes (2006) como Francois Seurel. En Piccolo, Saxo et compagnie (2006), una película animada, prestó su voz al personaje "Saxo". En el verano de 2006, Maunier actuó en Hellphone, película dirigida por James Huth. En ella, Maunier hizo el papel de Sid. La película fue lanzado en marzo de 2007.
Protagonizó L'Auberge rouge, dirigida por Gérard Krawczyk bajo el papel de Octave. Fue estrenada en diciembre de 2007. Jean-Baptiste pasó un año estudiando en el Lee Strasberg Institute de Nueva York en 2008. Volvió a Francia en 2010 y cantó en el concierto de caridad de Enfoirés de 2010.

### Música
Tras comenzar primaria, Maunier tuvo que elegir entre varias actividades. Eligió canto y se convirtió en miembro de Les Petits Chanteurs de Saint-Marc. En el coro, estuvo bajo la tutoría de Nicolas Porte.
En 2005, Maunier decidió cantar con Clemence Saint-Preux y lanzó un sencillo, Concerto pour deux voix.
Desde 2005 ha participado en Les Enfoirés, contribuyendo con una canción titulada "Le Monde Qui Est Le Mien" para el álbum "We Love Disney 2" y también lanzó un sencillo, "Je Reviens".

## Vida personal
El 3 de septiembre de 2019 se convirtió en padre de un niño llamado Ezra.

## Filmografía
| Año  | Película                         | Director                        | Rol             | Notas                              |
| ---- | -------------------------------- | ------------------------------- | --------------- | ---------------------------------- |
| 2012 | "Merlin"                         | Stéphane Kappes                 | Lancelot adulto |                                    |
| 2011 | "Perfect Baby"                   | -                               | -               | Producción sino-anglo-francesa     |
| 2010 | Louis la Chance                  | Philippe Leclerc                | Louis (voz)     | Posproducción                      |
| 2007 | La Lettre                        | François Hanss                  | Guy Môquet      | Cortometraje                       |
| 2007 | El albergue rojo                 | Gérard Krawczyk                 | Octave          |                                    |
| 2007 | Hellphone                        | James Huth                      | Sid             |                                    |
| 2006 | Piccolo, Saxo et compagnie       | Marco Villamizar Éric Gutierrez | Saxo            | Voz                                |
| 2006 | Le Grand Meaulnes                | Jean-Daniel Verhaeghe           | François Seurel |                                    |
| 2006 | Le Cri                           | Hervé Baslé                     | Joven Robert    | TV                                 |
| 2005 | Los chicos del coro en concierto | Nicolas Porte                   | Solista         | Concierto en DVD                   |
| 2004 | Les Choristes                    | Christophe Barratier            | Pierre Morhange | Nominado en los Young Artist Award |

## Apariciones televisivas
- 2012 - Le Bal Des Enfoirés
- 2011 - Dans l'Oeil Des Enfoirés.
- 2008 - Les Secrets des Enfoirés.
- 2006, 27 de septiembre - On a tout essayé FR2.
- 2006, 26 de septiembre - T'empêche tout le monde de dormir M6.
- 2006, 24 de septiembre - Vivement Dimanche FR2.
- 2005 - Le Tour de France.
- 2005, 22 de mayo - ELA.
- 2005 - Cérémonie Cannes, Journal télévisé.
- 2005, 23 de abril - Fan De.
- 2005, 21 de abril - FR3.
- 2005,  6 de abril - Mon Kanar.
- 2005, 9 de abril - 500 Choristes.
- 2005, 2 de abril - Sidaction.
- 2005 - Les Choristes : L'histoire d'un succès.
- 2005, 26 de marzo - J'ai rêvé d'un autre monde.
- 2005, 21 de marzo - 20h10 Pétantes.
- 2005, 16 de marzo - On a tout essayé.
- 2005, 13 de marzo - Frequent Star.
- 2005 - Les Enfoirés.
- 2005, 27 de febrero - Vivement Dimanche.
- 2005 - Journal Télévisé LCI.
- 2005 - Césars.
- 2005 - Oscars.
- 2005 - Les Victoires de la Musique Classique.
- 2005 - Le grand journal de canal plus.
- 2005, 28 de febrero - Journal Télévisé FR2.
- 2005, 27 de febrero - Journal Télévisé FR2.
- 2005 - Envoyé Spécial.
- 2005, 8 de enero - Plus vite que la musique.
- 2004 - 30 Millions d'amis.
- 2004 - Sagas.
- 2004 - Ils ont fait.
- 2004 - Secret d'actualité.
- 2004 - Top of the pop.
- 2004 - Téléthon.
- 2004, 28 de diciembre - Journal Télévisé FR3.
- 2004 - Phénomania.
- 2004 - Vivement Dimanche.
- 2004 - 20h10 Pétantes.
- 2004 - Au nom des autres.
- 2004 - Mon Kanar.
- 2004, 17 de dnoviembre - ELA.
- 2004, 15 de noviembre - Journal Télévisé TF1.
- 2004, 7 de noviembre - Journal Télévisé FR2.
- 2004, 26 de octubre - Journal Télévisé TF1.
- 2004, 23 de octubre - Journal Télévise FR2.
- 2004 - On ne peut pas plaire à tout le monde.
- 2004 - Coupe du Monde de Football.
- 2004 - Mon Kanar, Journal Télévisé.
- 2004, junio -FR3.